# Strukturált adat
Az adatmodell egy olyan absztrakt modell, amely az adatok elemeit rendszerezi, és szabványosítja, hogyan kapcsolódnak egymáshoz és a valós világbeli entitások tulajdonságaihoz. Egy adatmodell például előírhatja, hogy az autót reprezentáló adatelem számos más elemből álljon, amelyek viszont az autó színét és méretét reprezentálják, és meghatározzák a tulajdonosát.
Az adatmodell kifejezés két különböző, de egymással szorosan összefüggő fogalomra utalhat. Néha egy adott alkalmazási területen található objektumok és kapcsolatok absztrakt formalizálására utal: például egy gyártó szervezetben található ügyfelek, termékek és megrendelések. Máskor az ilyen formalizációk meghatározásához használt fogalmak halmazára utal: például olyan fogalmakra, mint az entitások, attribútumok, kapcsolatok vagy táblák. Így egy banki alkalmazás "adatmodelljét" az entitás-reláció "adatmodell" segítségével lehet definiálni. Ez a cikk a kifejezést mindkét értelemben használja.

Az adatmodellezési kontextus áttekintése: Az adatmodell alapja az Adat, az Adatkapcsolat, az Adatsemantika és az Adatkényszer. Az adatmodell a tárolandó információk részleteit tartalmazza, és elsősorban akkor hasznos, ha a végtermék egy alkalmazás számítógépes szoftverkódjának generálása vagy egy funkcionális specifikáció elkészítése, amely segíti a számítógépes szoftverek készítéséről vagy megvásárlásáról szóló döntést. Az ábra a folyamat- és adatmodellek közötti kölcsönhatásra mutat példát.

Az adatmodell kifejezetten meghatározza az adatok szerkezetét. Az adatmodelleket jellemzően egy adatszakértő, egy adatkönyvtáros vagy egy digitális humán tudományok művelője határozza meg egy adatmodellezési notációban. Ezeket a notációkat gyakran grafikus formában ábrázolják.
Az adatmodellre néha adatszerkezetként is lehet hivatkozni, különösen a programozási nyelvekkel összefüggésben. Az adatmodelleket gyakran egészítik ki funkciómodellek, különösen a vállalati modellek kontextusában.